# Estudos dos homens
Estudos dos homens, também conhecido por homens e masculinidades, no contexto acadêmico, é uma disciplina interdisciplinar dedicado a temas relativos a homens, masculinidade, feminismo, gênero e política. Baseia-se na teoria feminista para analisar diferentes ideologias que têm a ver com a masculinidade, e através de tal análise para examinar as múltiplas masculinidades contida na própria ideia de masculinidade. Os estudos dos homens também examinam academicamente o que significa ser um homem na sociedade contemporânea.

## Origem
Como um campo de estudo relativamente novo, os estudos dos homens foram formados em grande parte em resposta e, como crítica, a um movimento emergente de direitos dos homens e, como tal, tem sido ensinado apenas em contextos acadêmicos desde a década de 1970. Em muitas universidades, os estudos dos homens são uma correlação com os estudos das mulheres ou parte de um programa maior de estudos de gênero e, como tal, sua faculdade tende a ser simpatizante ou envolvida na advocacia da política feminista. Os estudos dos homens trabalha com estudos feministas para questionar a relação que os homens têm com o poder patriarcal em diferentes épocas temporais e históricas. O conceito de masculinidades plurais foi proposto por R. W. Connell , em seu influente livro de Masculinidades (1995), assim, o campo acadêmico é hoje conhecido como homens e masculinidades.
Em contraste com a disciplina da psicologia masculina, os programas e cursos de estudos masculinos geralmente incluem discussões contemporâneas sobre os direitos dos homens, a teoria feminista, a teoria queer, o matriarcado, o patriarcado e, mais geralmente, o que os proponentes descrevem como as construções sociais, históricas e culturais dos homens. Eles costumam discutir as questões em torno do conceito de privilégio masculino, visto como evoluindo em formas mais sutis ao invés de desaparecer na era moderna.

## A construção da masculinidade

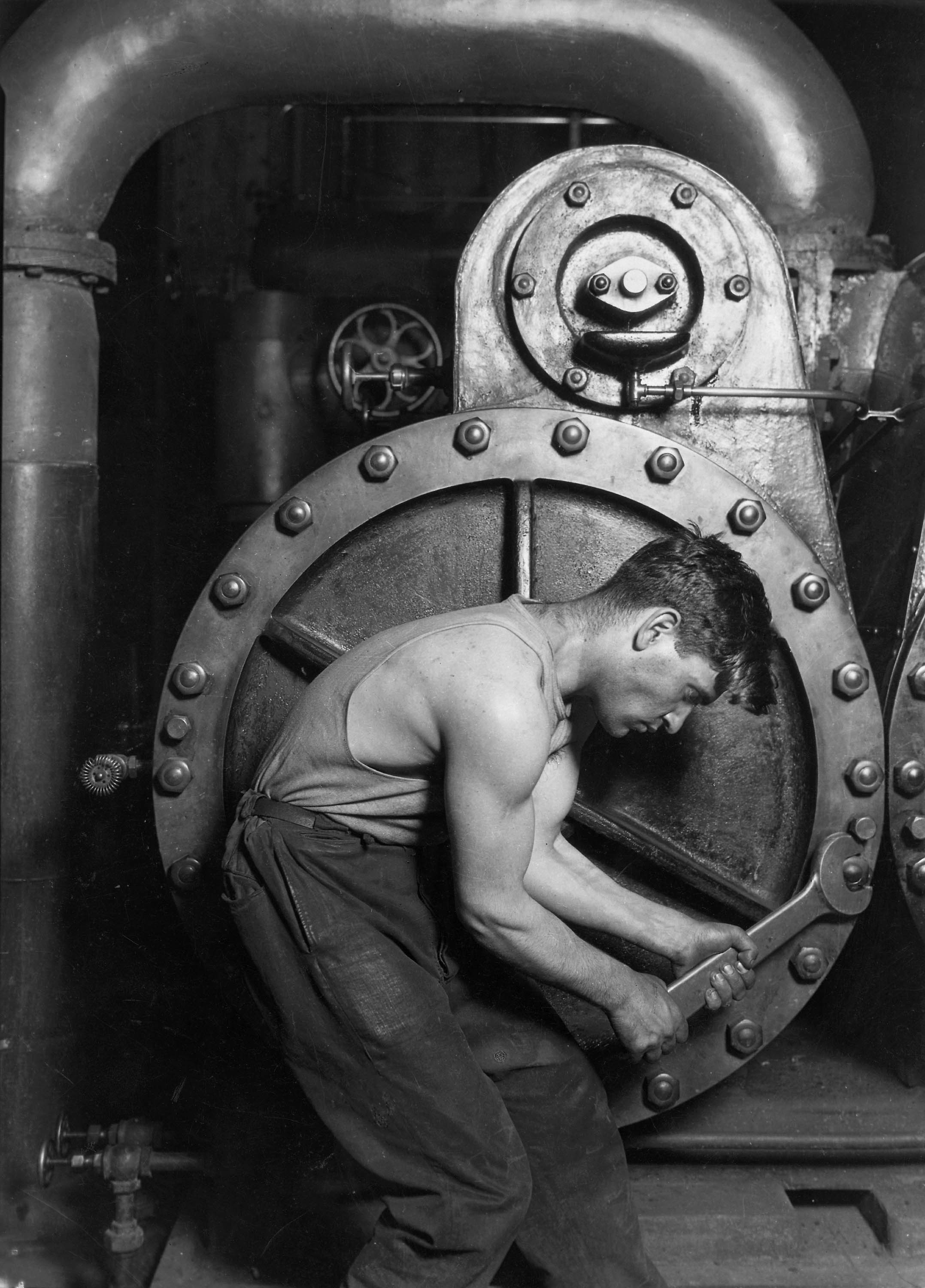
Um homem da classe trabalhadora trabalha em um cenário industrial: um dos "retratos de trabalho" do fotógrafo Lewis Hine, datado de 1920

Ao buscar estudos de masculinidade, muitos estudiosos começaram a explicar como a masculinidade é uma construção social. Michael Kimmel, estudioso proeminente no campo dos estudos de masculinidade, escreve extensivamente sobre a masculinidade e sua definição. Ele faz isso começando com o século XIX nos Estados Unidos, quando a masculinidade começou a ser definida através de provar a si mesmo como um homem. Como resultado, a arena política, o local de trabalho, a família e o mundo inteiro foram alterados. Nesta mudança, foi construída a "masculinidade hegemônica", ou a "prática que permitiu o domínio masculino sobre as mulheres", ou a definição estereotipada de masculinidade que muitos pensam inicialmente. Ao desempacotar a masculinidade, a construção é compreendida de forma interseccional, olhando as formas históricas, culturais, temporais, políticas e psicológicas em que a definição de masculinidade é criada.

## Críticas
Uma série de críticas foram feitas da separação entre "estudos masculinos" e "estudos de gênero". Por exemplo, Timothy Laurie e Anna Hickey-Moody insistem que "[qualquer] atomização dos estudos de masculinidade, distinta dos estudos de gênero, pesquisas feministas ou estudos queer devem ser entendidos como provisórios e perigosos e não como resultado de diferenças absolutas nos fenômenos investigados ou na experiência requerida". Em 1989, Joyce E. Canaan e Christine Griffin descreveu suas suspeitas de The New Men's Studies (TNMS): o surgimento de conferências e livros sobre homens e masculinidade durante um período de cortes políticos e financeiros para educação e educação superior no Reino Unido, "É uma coincidência que o TNMS esteja sendo construído no contexto atual como uma fonte de pesquisas potenciais, negócios de publicação e (ainda mais) empregos para os meninos já bem pagos que ocupam cargos de prestígio?" 

## Trabalho e cuidados
Os estudos sobre os homens estão particularmente preocupados com o desafio dos arranjos de trabalho e cuidados com o gênero, e o papel do filho do sustento feminino e as políticas estão cada vez mais direcionadas aos homens como pais, como uma ferramenta para modificar as relações de gênero.